# عملة 25 روبية الإندونيسية
العملة المعدنية الإندونيسية من فئة خمسة وعشرين روبية (Rp25) هي فئة من الروبية الإندونيسية لم تعد موجودة الآن. قدمت في عام 1971 وقاموا بمراجعتها آخر مرة في عام 1991. سكت العملات المعدنية من هذه الفئة حتى عام 1996 وأصبحت غير صالحة للمعاملات منذ 31 أغسطس 2010 عندما توقفت عملة 25 روبية الصادرة في عام 1991 عن كونها عملة قانونية.

## الإصدار الأول (1971-1990)
سكت أول عملات معدنية من فئة 25 روبية في عام 1971 كعملات معدنية من النحاس والنيكل. وكانت الأبعاد: قطرها 20 مـم (0.79 بوصة) وسمكها 1.25 مـم (0.049 بوصة) ووزنها 3.52 غ (0.124 أونصة) وكان لها حافة منقوشة آلياً. ووجهها الأمامي يحمل حروف "بنك إندونيسيا" و"25 روبية" بالإضافة إلى نجمتين بينما وجهها الخلفي فيحمل صورة حمامة فيكتوريا المتوجة (جورا فيكتوريا) بالإضافة إلى حروف "رب25". وتوقفت هذه العملات المعدنية عن كونها عملة قانونية في 25 يونيو 2002 وكانت قابلة للاسترداد في البنوك العامة حتى 24 يونيو 2007 وفي مكاتب بنك إندونيسيا حتى 24 يونيو 2012.

## الإصدار الثاني (1991-1996)
قام بنك إندونيسيا بمراجعة عملة الـ25 روبية للمرة الثانية والأخيرة في 16 ديسمبر 1991 لتصبح عملة من الألومنيوم. كان قطرها 18 ملم وسمكها 1.98 ملم ووزنها 1.22 جرام ولها حافة عادية. كان وجه العملة المعدنية يحمل شعار غارودا بانكاسيلا الوطني وسنة السك (على سبيل المثال "1996") والحروف "بنك إندونيسيا" بينما كان وجهها الخلفي يحمل صورة نبات جوزة الطيب (ميريستيكا فراغرنس) بالإضافة إلى الحروف "رب25" و"بواه بالا" (جوزة الطيب). توقفت هذه العملات المعدنية عن كونها عملة قانونية في 31 أغسطس 2010 وذلك بسبب قيمتها المنخفضة للغاية مما يجعلها غير مرغوبة لإجراء المعاملات وكانت قابلة للاسترداد في البنوك العامة حتى 30 أغسطس 2015 وفي مكاتب بنك إندونيسيا حتى 31 أغسطس 2020.